# Cupa Confederațiilor FIFA 2009
Cupa Confederațiilor FIFA 2009 este o competiție sub emblema FIFA care a avut loc în Africa de Sud și la care au participat echipele naționale de pe toate continentele, câștigătoarele Cupei Africii pe Națiuni din partea CAF, Copei America din partea CONMEBOL, Campionatului European de Fotbal, Campionatului Mondial de Fotbal și reprezentanta OFC. Tragerea la sorți s-a ținut pe 22 noiembrie 2008, la Johannesburg, unde s-a și desfășurat meciul de deschidere, pe Coca-Cola Park, în data de 14 iunie 2009. Turneul a fost câștigat de reprezentativa Braziliei, care a trecut în finala disputată pe 28 iunie 2009 de cea a Statelor Unite cu scorul de 3-2, adjudecând-și pentru a treia oară în istorie acest trofeu.

## Echipe Participante

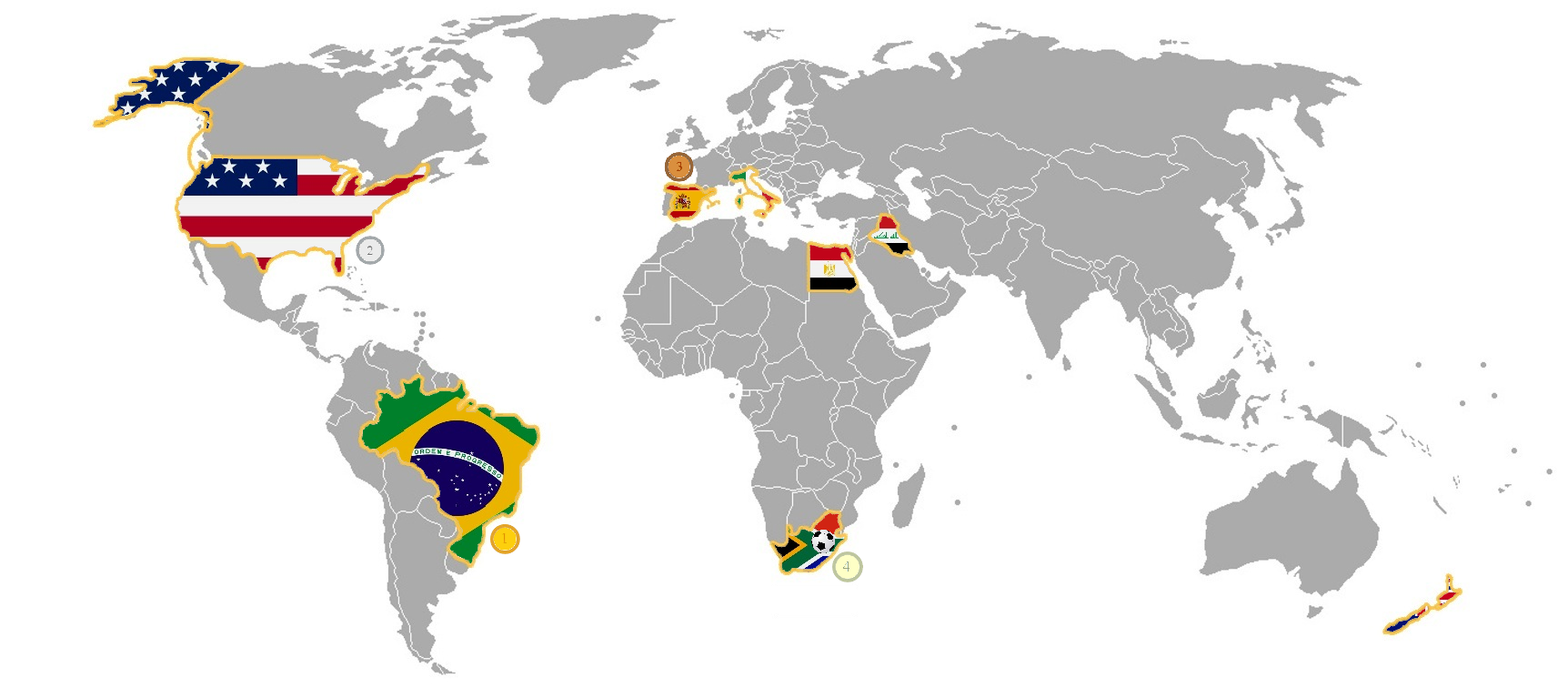
Echipele ce au participat la Cupa Confederaţiilor FIFA 2009

| Echipă                     | Confederație | Calificare                                  | Participare |
| -------------------------- | ------------ | ------------------------------------------- | ----------- |
| Africa de Sud              | CAF          | Gazda Cupei Mondiale FIFA 2010              | 2           |
| Italia                     | UEFA         | Câștigătoarea Cupei Mondiale FIFA 2006      | 1           |
| Statele Unite ale Americii | CONCACAF     | Câștigătoare CONCACAF Gold Cup 2007         | 4           |
| Brazilia                   | CONMEBOL     | Câștigătoare Copa America 2007              | 6           |
| Irak                       | AFC          | Câștigătoare AFC Asia Cup 2007              | 1           |
| Egipt                      | CAF          | Câștigătoarea Cupei Africii pe Națiuni 2008 | 2           |
| Spania                     | UEFA         | Câștigătoare UEFA Euro 2008                 | 1           |
| Noua Zeelandă              | OFC          | Câștigătoarea Cupei Națiunilor OFC 2008     | 3           |

## Stadioane
| Johannesburg       | Pretoria (Tshwane)      | Bloemfontein (Mangaung) | Rustenburg               |
| ------------------ | ----------------------- | ----------------------- | ------------------------ |
| Coca-Cola Park1    | Loftus Versfeld Stadium | Vodacom Park2           | Stadionul Royal Bafokeng |
| Capacitate: 62,567 | Capacitate: 50,000      | Capacitate: 48,000      | Capacitate: 42,000       |
|                    |                         |                         |                          |

Notă 1: Sub numele de Ellis Park Stadium.
Notă 2: Sub numele de Free State Stadium.

## Arbitri
Africa
- Coffi Codjia
  - Arbitrii asistenți:  Komi Konyoh,  Alexis Fassinou
- Eddy Maillet
  - Arbitrii asistenți:  Evarist Menkouande,  Bechir Hassani

Asia
- Matthew Breeze
  - Arbitrii asistenți:  Matthew Cream,  Ben Wilson

Europa
- Howard Webb
  - Arbitrii asistenți:  Peter Kirkup,  Mike Mullarkey
- Martin Hansson
  - Arbitrii asistenți:  Fredrik Nilsson,  Henrik Andrén
- Massimo Busacca
  - Arbitrii asistenți:  Matthias Arnet,  Francisco Buragina

America de Nord și Caribe
- Benito Archundia
  - Arbitrii asistenți:  Marvin Torrentera,  Héctor Vergara

Oceania
- Michael Hester
  - Arbitrii asistenți:  Jan Hendrik-Hintz,  Mark Rule

America de Sud
- Pablo Pozo
  - Arbitrii asistenți:  Patricio Basualto,  Francisco Mondria
- Jorge Larrionda
  - Arbitrii asistenți:  Pablo Fandiño,  Mauricio Espinosa

## Faza grupelor

### Criterii de departajare
Dacă două echipe sunt la egalitate, clasamentul lor va fi determinat astfel:

a) numărul mai mare de puncte

b) diferență goluri

c) numărul mai mare de goluri înscrise

d) tragere la sorți de către Comitetul de Organizare FIFA

### Grupa A
| Echipa        | Mec | V | E | Î | GM | GP | Ad | Pct |
| ------------- | --- | - | - | - | -- | -- | -- | --- |
| Spania        | 3   | 3 | 0 | 0 | 8  | 0  | +8 | 9   |
| Africa de Sud | 3   | 1 | 1 | 1 | 2  | 2  | 0  | 4   |
| Irak          | 3   | 0 | 2 | 1 | 0  | 1  | −1 | 2   |
| Noua Zeelandă | 3   | 0 | 1 | 2 | 0  | 7  | −7 | 1   |

| 14 iunie 2009 | Africa de Sud | 0 | 0 | Irak          |
|               | Noua Zeelandă | 0 | 5 | Spania        |
| 17 iunie 2009 | Spania        | 1 | 0 | Irak          |
|               | Africa de Sud | 2 | 0 | Noua Zeelandă |
| 20 iunie 2009 | Irak          | 0 | 0 | Noua Zeelandă |
|               | Spania        | 2 | 0 | Africa de Sud |

| Africa de Sud | 0 - 0  | Irak |
| ------------- | ------ | ---- |
|               | Raport |      |

| Noua Zeelandă | 0 - 5  | Spania                                   |
| ------------- | ------ | ---------------------------------------- |
|               | Raport | Torres 6' 14' 17' Fàbregas 24' Villa 48' |

| Spania    | 1 – 0  | Irak |
| --------- | ------ | ---- |
| Villa 55' | Raport |      |

| Africa de Sud  | 2 – 0  | Noua Zeelandă |
| -------------- | ------ | ------------- |
| Parker 21' 52' | Raport |               |

| Irak | 0 – 0  | Noua Zeelandă |
| ---- | ------ | ------------- |
|      | Raport |               |

| Spania                 | 2 – 0  | Africa de Sud |
| ---------------------- | ------ | ------------- |
| Villa 52' Llorente 72' | Raport |               |

### Grupa B
| Echipa        | Mec | V | E | Î | GM | GP | Ad | Pct |
| ------------- | --- | - | - | - | -- | -- | -- | --- |
| Brazilia      | 3   | 3 | 0 | 0 | 10 | 3  | +7 | 9   |
| Statele Unite | 3   | 1 | 0 | 2 | 4  | 6  | −2 | 3   |
| Italia        | 3   | 1 | 0 | 2 | 3  | 5  | −2 | 3   |
| Egipt         | 3   | 1 | 0 | 2 | 4  | 7  | −3 | 3   |

| 15 iunie 2009 | Brazilia      | 4 | 3 | Egipt         |
|               | Statele Unite | 1 | 3 | Italia        |
| 18 iunie 2009 | Statele Unite | 0 | 3 | Brazilia      |
|               | Egipt         | 1 | 0 | Italia        |
| 21 iunie 2009 | Italia        | 0 | 3 | Brazilia      |
|               | Egipt         | 0 | 3 | Statele Unite |

| Brazilia                                     | 4 – 3  | Egipt                   |
| -------------------------------------------- | ------ | ----------------------- |
| Kaká 5' 90' (pen.) Luís Fabiano 12' Juan 37' | Raport | Zidan 9' 55' Shawky 54' |

| Statele Unite      | 1 – 3  | Italia                       |
| ------------------ | ------ | ---------------------------- |
| Donovan 41' (pen.) | Raport | Rossi 59' 90+4' De Rossi 72' |

| Statele Unite | 0 – 3  | Brazilia                              |
| ------------- | ------ | ------------------------------------- |
|               | Raport | Felipe Melo 7' Robinho 20' Maicon 62' |

| Egipt     | 1 – 0  | Italia |
| --------- | ------ | ------ |
| Homos 40' | Report |        |

| Italia | 0 – 3  | Brazilia                                |
| ------ | ------ | --------------------------------------- |
|        | Raport | Luís Fabiano 37' 43' Dossena 45' (a.g.) |

| Egipt | 0 – 3  | Statele Unite                      |
| ----- | ------ | ---------------------------------- |
|       | Raport | Davies 21' Bradley 63' Dempsey 71' |

## Etapa eliminatorie
|  | Semifinale              | Semifinale              |   |                       | Finală                  | Finală |  |
|  |                         |                         |   |                       |                         |        |  |
|  | 24 iunie – Bloemfontein |                         |   |                       |                         |        |  |
|  | Spania                  | 0                       |   |                       |                         |        |  |
|  | Statele Unite           | 2                       |   |                       |                         |        |  |
|  |                         |                         |   |                       |                         |        |  |
|  |                         |                         |   |                       | 28 iunie – Johannesburg |        |  |
|  |                         |                         |   |                       | Statele Unite           | 2      |  |
|  |                         | Brazilia                | 3 |                       |                         |        |  |
|  |                         |                         |   |                       |                         |        |  |
|  |                         |                         |   |                       |                         |        |  |
|  |                         |                         |   |                       | Finala mică             |        |  |
|  | 25 iunie – Johannesburg | 25 iunie – Johannesburg |   | 28 iunie – Rustenburg | 28 iunie – Rustenburg   |        |  |
|  | Brazilia                | 1                       |   | Spania                | 3                       |        |  |
|  | Africa de Sud           | 0                       |   |                       | Africa de Sud           | 2      |  |

### Semifinalele
| Spania                  | 0 - 2  | Statele Unite                                                        |
| ----------------------- | ------ | -------------------------------------------------------------------- |
| Capdevila 36' Piqué 89' | Raport | Donovan 5' · Altidore 27' · Altidore 28' · Dempsey 74' · Bradley 87' |

| Brazilia                                | 1 - 0  | Africa de Sud |
| --------------------------------------- | ------ | ------------- |
| Melo 31' Santos 61' Alves 88' Alves 88' | Raport | Masiela 45'   |

### Finala mică
| Spania                                                                    | 3 - 2 (d.p.) | Africa de Sud                                  |
| ------------------------------------------------------------------------- | ------------ | ---------------------------------------------- |
| Busquets 39' Piqué 77' Albiol 84' Güiza 88' 89' Alonso 103' Llorente 115' | Raport       | Pienaar 47' Mphela 73' 77' 90+3' Masilela 108' |

### Finala
| Statele Unite           | 2-3    | Brazilia                  |
| ----------------------- | ------ | ------------------------- |
| Dempsey 10' Donovan 27' | Report | Fabiano 46' 74' Lúcio 84' |

| Statele Unite | Brazilia |

| STATELE UNITE: |    |                    |  |     |
|                |    |                    |  |     |
| GK             | 1  | Tim Howard         |  |     |
| RB             | 21 | Jonathan Spector   |  |     |
| CB             | 5  | Oguchi Onyewu      |  |     |
| CB             | 15 | Jay DeMerit        |  |     |
| LB             | 3  | Carlos Bocanegra   |  | 19' |
| CM             | 13 | Ricardo Clark      |  | 88' |
| CM             | 22 | Benny Feilhaber    |  | 75' |
| RW             | 8  | Clint Dempsey      |  |     |
| LW             | 10 | Landon Donovan     |  |     |
| SS             | 17 | Jozy Altidore      |  | 75' |
| CF             | 9  | Charlie Davies     |  |     |
| Rezerve:       |    |                    |  |     |
| DF             | 2  | Jonathan Bornstein |  | 75' |
| MF             | 16 | Sacha Kljestan     |  | 75' |
| FW             | 4  | Conor Casey        |  | 88' |
| Antrenor:      |    |                    |  |     |
| Bob Bradley    |    |                    |  |     |

| BRAZILIA: |    |                |     |     |
|           |    |                |     |     |
| GK        | 1  | Júlio César    |     |     |
| RB        | 2  | Maicon         |     |     |
| CB        | 3  | Lúcio          | 69' |     |
| CB        | 14 | Luisão         |     |     |
| LB        | 16 | André Santos   | 36' | 66' |
| DM        | 8  | Gilberto Silva |     |     |
| DM        | 5  | Felipe Melo    | 25' |     |
| RM        | 18 | Ramires        |     | 67' |
| AM        | 10 | Kaká           |     |     |
| SS        | 11 | Robinho        |     |     |
| CF        | 9  | Luís Fabiano   |     |     |
| Rezerve:  |    |                |     |     |
| DF        | 13 | Daniel Alves   |     | 66' |
| MF        | 7  | Elano          |     | 67' |
| Antrenor: |    |                |     |     |
| Dunga     |    |                |     |     |

| Omul meciului: Kaká Arbitrii asistenți: Henrik Andrén Fredrik Nilsson Al patrulea arbitru: Benito Archundia Al cincilea arbitru: Hector Vergara |

| Câștigătorii Cupei Confederațiilor 2009 |
| --------------------------------------- |
| Brazilia Al treilea titlu               |

## Premii
Au fost acordate, sub titulatura sponsorului, premiile Golden/Silver/Bronze Shoe, Golden Glove, Golden/Silver/Bronze Ball premii pentru primii 3 golgheteri, cel mai bun portar, respectiv primii 3 cei mai buni jucători ai turneului. Premiul FIFA Fiar Play Trophy a fost acordat țării care a primit cele mai puține cartonașe.
| adidas Golden Shoe: | adidas Golden Glove: | adidas Golden Ball: | FIFA Fair Play Trophy: |
| ------------------- | -------------------- | ------------------- | ---------------------- |
| Luís Fabiano        | Tim Howard           | Kaká                | Brazilia               |

| adidas Silver Ball: | adidas Bronze Ball: |
| ------------------- | ------------------- |
| Luís Fabiano        | Clint Dempsey       |
| adidas Silver Shoe: | adidas Bronze Shoe: |
| Fernando Torres     | David Villa         |

## Golgheteri

### 5 goluri
- Luís Fabiano

### 3 goluri
- Fernando Torres
- David Villa
- Clint Dempsey

### 2 goluri
- Kaká
- Mohamed Zidan
- Giuseppe Rossi
- Bernard Parker
- Katlego Mphela
- Dani Güiza
- Landon Donovan

### 1 gol
- Dani Alves
- Felipe Melo
- Juan
- Lúcio
- Maicon
- Robinho
- Homos
- Mohamed Shawky
- Daniele De Rossi
- Xabi Alonso
- Cesc Fàbregas
- Fernando Llorente
- Jozy Altidore
- Michael Bradley
- Charlie Davies

### Autogol
- Andrea Dossena (pentru Brazilia)